# Okhtar
Okhtar (en armenio: Օխտար) es una comunidad rural de Armenia, localizada en la provincia de Syunik'. El Servicio Nacional de Estadísticas de Armenia (ARMSTAT) informó que su población era de 93 habitantes en 2010, mostrando un descenso en la población, debido a que según el censo realizado en 2001, había 124 habitantes en el municipio.

## Demografía
Evolución demográfica:
| Año        | 1831 | 1897 | 1926 | 1939 | 1959 | 1970 | 1979 | 2001 | 2004 |
| Habitantes | 28   | 511  | 85   | 162  | 156  | 282  | 167  | 124  | 109  |